# Laylat al Bara'at

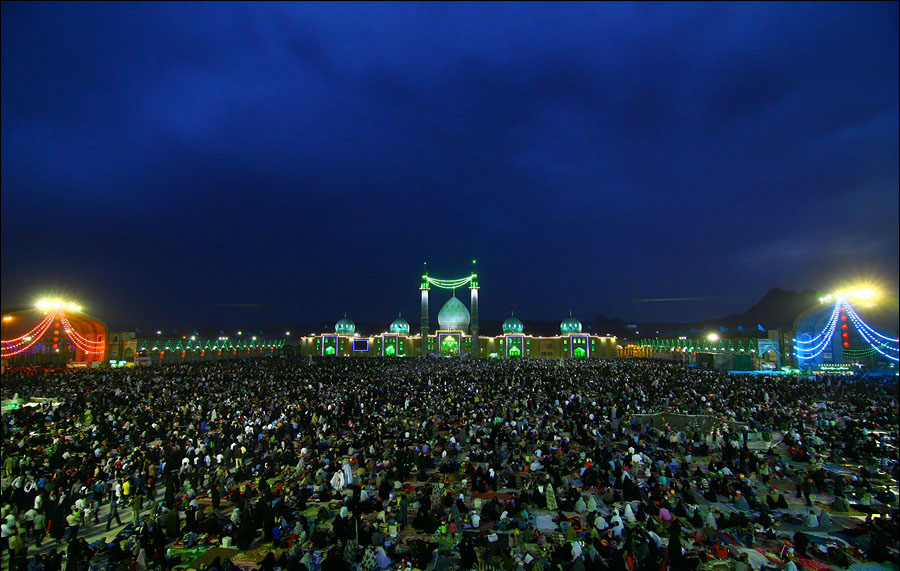
Firandet av femtonde sha'ban vid Jamkaran-moskén.

Laylat al Bara'at (arabiska: ليلة منتصف شعبان, mid-sha'ban-natten), förlåtelsens natt, nisf sha'ban eller mid-sha'ban, är ett firande inför den muslimska fastemånaden ramadan som infaller den 15 sha'ban. Då är det hög tid att glömma gamla oförrätter. Högtiden firas med bland annat fyrverkerier. Olika länder har olika sätt att fira denna dag, och vart och ett har olika namn för den.
Natten räknas som en av fem viktigare nätter i den sunnimuslimska traditionen. I vissa länder tänds belysningar i minareterna under dessa nätter.
Imamiterna firar den tolfte shiaimamen Mahdis födelsedag denna dag. Mitten av sha'ban har även kallats för laylat al-sakk, laylat al-mubarakah (den välsignade natten) och laylat al-rahmah (barmhärtighetens natt). Natten till mitten av sha'ban anses vara den viktigaste natten efter laylat al-qadr.